# Szürakuszai Akhaiosz
Szürakuszai Akhaiosz (i. e. 3. század?) görög tragédiaköltő.
Szürakuszaiban élt, ahol a Szuda-lexikon közlése szerint 10 tragédiát írt. Valószínűleg az i. e. 3. században élt, de semmi mást nem tudunk róla.